# Marcus Samuel
Pour les articles homonymes, voir Samuel (homonymie).
Marcus Samuel est un homme d'affaires britannique, né le 5 novembre 1853 à Londres où il est mort le 17 janvier 1927.
Il est le fondateur de la Shell Transport and Trading Company, l'une des deux entreprises (avec la Royal Dutch Petroleum Company) qui ont formé le groupe pétrolier Shell à partir de 1907, groupe formellement nommé « Royal Dutch Shell » depuis 2004, et qui est l'une des plus importantes entreprises mondiales.

## Carrière
Marcus Samuel est né dans une famille juive irakienne dans le quartier de Whitechapel, à Londres. Son père, qui porte également le nom de Marcus Samuel, dirige une entreprise prospère d'import-export avec l'Extrême-Orient, la « M. Samuel & Co ». Le jeune Marcus Samuel reprend ensuite l'entreprise avec son frère, Samuel Samuel.
Marcus Samuel comprend le potentiel du commerce de pétrole lors d'un voyage à Bukharia, près de la mer Caspienne, en 1890. Il ordonne la construction de huit navires pétroliers, dont le premier est le Murex, placé sous le commandement du capitaine John R. Coundon. Ses navires, réputés pour leur sûreté empruntent le canal de Suez, ce qui lui permet d'expédier ses produits en Extrême-Orient, à Bangkok et Singapour. En 1897, pour regrouper ses activités liées au transport et au commerce des produits pétroliers, il crée la Shell Transport and Trading Company, nommée ainsi en souvenir des activités de la société dont il avait hérité : en effet, celle-ci faisait notamment le transport et le commerce de coquillages (anglais : shells) peints, très prisés à l'époque victorienne pour la décoration intérieure.
Il est anobli en 1898 pour avoir aidé au sauvetage du HMS Victorious qui avait été remorqué par l'un de ses pétroliers, le SS Pecten.
En 1907, dans le but d’être en mesure de concurrencer la Standard Oil de John D. Rockefeller, son entreprise s'allie avec une compagnie néerlandaise, la Royal Dutch Petroleum Company (en néerlandais : Koninklijke Nederlandse Petroleum Maatschappij), pour former le groupe Shell, groupe de sociétés sociétés aujourd'hui connu sous le nom de « Royal Dutch Shell ».
La M. Samuel & Co., devenue au fil des ans une banque d'affaires, fusionne en 1965 avec Philip Hill, Higginson, Erlangers Ltd pour devenir la Hill Samuel, qui fait maintenant partie de la Lloyds TSB.
Marcus Samuel est élu échevin du district de Portsoken à Londres en 1891, shérif de la Cité de Londres en 1894, lord-maire de Londres de 1902 à 1903, et reçoit le titre de baronet en 1903. En reconnaissance de sa contribution à la cause britannique lors de la Première Guerre mondiale, il est nommé 1er baron Bearsted de Maidstone dans le comté de Kent en 1921 lors de l'anniversaire du roi. En 1925, il devient 1er vicomte Bearsted. Il est gratifié d’un doctorat honorifique en droit (LLD) de l'université de Sheffield.
Son fils, Walter Horace Samuel, lui succède à la fois dans ses titres, et en tant que président de la Shell Transport and Trading Company.
Sa résidence de campagne dans le Maidstone a été vendue après sa mort au conseil d'arrondissement de Maidstone pour être utilisée comme parc public, maintenant connu sous le nom de Mote Park. La maison a depuis été utilisée comme orphelinat et maison de soins infirmiers ; elle a été réquisitionnée par l'armée britannique pendant la Seconde Guerre mondiale. Elle est aujourd'hui devenue une maison de retraite.

## Titres
- Mr Marcus Samuel (1853–1898)
- Sir Marcus Samuel (1898–1903)
- Sir Marcus Samuel Bt. (1903–1921)
- The Rt. Hon. The Lord Bearsted Bt. (1921–1925)
- The Rt. Hon. The Viscount Bearsted Bt. (1925–1927)